# Ministerie van Volkshuisvesting en Ruimtelijke Ordening
Het ministerie van Volkshuisvesting en Ruimtelijke Ordening (VRO) is een Nederlands ministerie dat bestaat sinds 2024, en eerder van 1965 tot 1982.

## Geschiedenis

### 1965-1982
Het ministerie was in 1965 de opvolger van het Ministerie van Volkshuisvesting en Bouwnijverheid, en werd ingesteld door het kabinet-Cals. Door ruimtelijke ordening in de naam op te nemen wilde men aangeven hoe belangrijk men dit beleidsterrein achtte. Andere beleidsterreinen waren woningbouw, woningsanering, woonruimteverdeling, stadsvernieuwing, dorpsvernieuwing en het huurbeleid. Na de toevoeging van milieubeleid als beleidsterrein werd in 1982 de naam aangepast en ging het ministerie verder als Ministerie van Volkshuisvesting, Ruimtelijke Ordening en Milieubeheer. In 2010 werd dat ministerie opgeheven. 

### 2024-heden
In 2022 kwam er in het kabinet-Rutte IV een minister zonder portefeuille aan voor Volkshuisvesting en Ruimtelijke Ordening; deze werd ondergebracht bij het ministerie van Binnenlandse Zaken en Koninkrijksrelaties. In 2024 trad het kabinet-Schoof aan; bij dit kabinet keerde het ministerie van Volkshuisvesting en Ruimtelijke Ordening terug.

### Stamboom met verwante ministeries
|       |       |       |       |                                            |                                         | Openbare Werken 1945                    | Openbare Werken 1945                    | Openbare Werken 1945                                                    | Openbare Werken 1945                                                    | Openbare Werken 1945                                                    | Openbare Werken 1945                                                    |                                                                         |                                                                         | Waterstaat 1906–45                         | Waterstaat 1906–45                         | Waterstaat 1906–45                         | Waterstaat 1906–45                         | Waterstaat 1906–45                         | Waterstaat 1906–45                         |                                    |                                    |                                    |                                    |                   |                   |                   |                   |  |  |  |  |  |  |  |  |  |  |  |  |  |  |
|       |       |       |       |                                            |                                         | Openbare Werken 1945                    | Openbare Werken 1945                    | Openbare Werken 1945                                                    | Openbare Werken 1945                                                    | Openbare Werken 1945                                                    | Openbare Werken 1945                                                    |                                                                         |                                                                         | Waterstaat 1906–45                         | Waterstaat 1906–45                         | Waterstaat 1906–45                         | Waterstaat 1906–45                         | Waterstaat 1906–45                         | Waterstaat 1906–45                         |                                    |                                    |                                    |                                    |                   |                   |                   |                   |  |  |  |  |  |  |  |  |  |  |  |  |  |  |
|       |       |       |       |                                            |                                         | Openbare Werken en Wederopbouw 1945–47  | Openbare Werken en Wederopbouw 1945–47  | Openbare Werken en Wederopbouw 1945–47                                  | Openbare Werken en Wederopbouw 1945–47                                  | Openbare Werken en Wederopbouw 1945–47                                  | Openbare Werken en Wederopbouw 1945–47                                  |                                                                         |                                                                         | Verkeer en Energie 1945–46 Verkeer 1946–47 | Verkeer en Energie 1945–46 Verkeer 1946–47 | Verkeer en Energie 1945–46 Verkeer 1946–47 | Verkeer en Energie 1945–46 Verkeer 1946–47 | Verkeer en Energie 1945–46 Verkeer 1946–47 | Verkeer en Energie 1945–46 Verkeer 1946–47 |                                    |                                    |                                    |                                    |                   |                   |                   |                   |  |  |  |  |  |  |  |  |  |  |  |  |  |  |
|       |       |       |       |                                            |                                         | Openbare Werken en Wederopbouw 1945–47  | Openbare Werken en Wederopbouw 1945–47  | Openbare Werken en Wederopbouw 1945–47                                  | Openbare Werken en Wederopbouw 1945–47                                  | Openbare Werken en Wederopbouw 1945–47                                  | Openbare Werken en Wederopbouw 1945–47                                  |                                                                         |                                                                         | Verkeer en Energie 1945–46 Verkeer 1946–47 | Verkeer en Energie 1945–46 Verkeer 1946–47 | Verkeer en Energie 1945–46 Verkeer 1946–47 | Verkeer en Energie 1945–46 Verkeer 1946–47 | Verkeer en Energie 1945–46 Verkeer 1946–47 | Verkeer en Energie 1945–46 Verkeer 1946–47 |                                    |                                    |                                    |                                    |                   |                   |                   |                   |  |  |  |  |  |  |  |  |  |  |  |  |  |  |
|       |       |       |       |                                            |                                         |                                         |                                         |                                                                         |                                                                         |                                                                         |                                                                         |                                                                         |                                                                         |                                            |                                            |                                            |                                            |                                            |                                            |                                    |                                    |                                    |                                    |                   |                   |                   |                   |  |  |  |  |  |  |  |  |  |  |  |  |  |  |
|       |       |       |       |                                            |                                         |                                         |                                         |                                                                         |                                                                         |                                                                         |                                                                         |                                                                         |                                                                         |                                            |                                            |                                            |                                            |                                            |                                            |                                    |                                    |                                    |                                    |                   |                   |                   |                   |  |  |  |  |  |  |  |  |  |  |  |  |  |  |
|       |       |       |       | Wederopbouw en Volkshuisvesting 1947–56    | Wederopbouw en Volkshuisvesting 1947–56 | Wederopbouw en Volkshuisvesting 1947–56 | Wederopbouw en Volkshuisvesting 1947–56 | Wederopbouw en Volkshuisvesting 1947–56                                 | Wederopbouw en Volkshuisvesting 1947–56                                 |                                                                         |                                                                         |                                                                         |                                                                         | Verkeer en Waterstaat 1947–2010            | Verkeer en Waterstaat 1947–2010            | Verkeer en Waterstaat 1947–2010            | Verkeer en Waterstaat 1947–2010            | Verkeer en Waterstaat 1947–2010            | Verkeer en Waterstaat 1947–2010            |                                    |                                    | Economische Zaken                  | Economische Zaken                  | Economische Zaken | Economische Zaken | Economische Zaken | Economische Zaken |  |  |  |  |  |  |  |  |  |  |  |  |  |  |
|       |       |       |       | Wederopbouw en Volkshuisvesting 1947–56    | Wederopbouw en Volkshuisvesting 1947–56 | Wederopbouw en Volkshuisvesting 1947–56 | Wederopbouw en Volkshuisvesting 1947–56 | Wederopbouw en Volkshuisvesting 1947–56                                 | Wederopbouw en Volkshuisvesting 1947–56                                 |                                                                         |                                                                         |                                                                         |                                                                         | Verkeer en Waterstaat 1947–2010            | Verkeer en Waterstaat 1947–2010            | Verkeer en Waterstaat 1947–2010            | Verkeer en Waterstaat 1947–2010            | Verkeer en Waterstaat 1947–2010            | Verkeer en Waterstaat 1947–2010            |                                    |                                    | Economische Zaken                  | Economische Zaken                  | Economische Zaken | Economische Zaken | Economische Zaken | Economische Zaken |  |  |  |  |  |  |  |  |  |  |  |  |  |  |
|       |       |       |       | Volkshuisvesting en Bouwnijverheid 1956–65 |                                         |                                         |                                         |                                                                         |                                                                         |                                                                         |                                                                         |                                                                         |                                                                         |                                            |                                            |                                            |                                            |                                            |                                            |                                    |                                    |                                    |                                    |                   |                   |                   |                   |  |  |  |  |  |  |  |  |  |  |  |  |  |  |
|       |       |       |       |                                            |                                         |                                         |                                         |                                                                         |                                                                         |                                                                         |                                                                         |                                                                         |                                                                         |                                            |                                            |                                            |                                            |                                            |                                            |                                    |                                    |                                    |                                    |                   |                   |                   |                   |  |  |  |  |  |  |  |  |  |  |  |  |  |  |
| VoMil | VoMil | VoMil | VoMil | VoMil                                      | VoMil                                   |                                         |                                         | Volkshuisvesting en Ruimtelijke Ordening (VRO) 1965–82                  | Volkshuisvesting en Ruimtelijke Ordening (VRO) 1965–82                  | Volkshuisvesting en Ruimtelijke Ordening (VRO) 1965–82                  | Volkshuisvesting en Ruimtelijke Ordening (VRO) 1965–82                  | Volkshuisvesting en Ruimtelijke Ordening (VRO) 1965–82                  | Volkshuisvesting en Ruimtelijke Ordening (VRO) 1965–82                  |                                            |                                            |                                            |                                            |                                            |                                            |                                    |                                    |                                    |                                    |                   |                   |                   |                   |  |  |  |  |  |  |  |  |  |  |  |  |  |  |
| VoMil | VoMil | VoMil | VoMil | VoMil                                      | VoMil                                   |                                         |                                         | Volkshuisvesting en Ruimtelijke Ordening (VRO) 1965–82                  | Volkshuisvesting en Ruimtelijke Ordening (VRO) 1965–82                  | Volkshuisvesting en Ruimtelijke Ordening (VRO) 1965–82                  | Volkshuisvesting en Ruimtelijke Ordening (VRO) 1965–82                  | Volkshuisvesting en Ruimtelijke Ordening (VRO) 1965–82                  | Volkshuisvesting en Ruimtelijke Ordening (VRO) 1965–82                  |                                            |                                            |                                            |                                            |                                            |                                            |                                    |                                    |                                    |                                    |                   |                   |                   |                   |  |  |  |  |  |  |  |  |  |  |  |  |  |  |
|       |       |       |       |                                            |                                         |                                         |                                         |                                                                         |                                                                         |                                                                         |                                                                         |                                                                         |                                                                         |                                            |                                            |                                            |                                            |                                            |                                            |                                    |                                    |                                    |                                    |                   |                   |                   |                   |  |  |  |  |  |  |  |  |  |  |  |  |  |  |
| WVC   | WVC   | WVC   | WVC   | WVC                                        | WVC                                     |                                         |                                         | Volkshuisvesting, Ruimtelijke Ordening en Milieubeheer (VROM) 1982–2010 | Volkshuisvesting, Ruimtelijke Ordening en Milieubeheer (VROM) 1982–2010 | Volkshuisvesting, Ruimtelijke Ordening en Milieubeheer (VROM) 1982–2010 | Volkshuisvesting, Ruimtelijke Ordening en Milieubeheer (VROM) 1982–2010 | Volkshuisvesting, Ruimtelijke Ordening en Milieubeheer (VROM) 1982–2010 | Volkshuisvesting, Ruimtelijke Ordening en Milieubeheer (VROM) 1982–2010 |                                            |                                            |                                            |                                            |                                            |                                            |                                    |                                    |                                    |                                    |                   |                   |                   |                   |  |  |  |  |  |  |  |  |  |  |  |  |  |  |
| WVC   | WVC   | WVC   | WVC   | WVC                                        | WVC                                     |                                         |                                         | Volkshuisvesting, Ruimtelijke Ordening en Milieubeheer (VROM) 1982–2010 | Volkshuisvesting, Ruimtelijke Ordening en Milieubeheer (VROM) 1982–2010 | Volkshuisvesting, Ruimtelijke Ordening en Milieubeheer (VROM) 1982–2010 | Volkshuisvesting, Ruimtelijke Ordening en Milieubeheer (VROM) 1982–2010 | Volkshuisvesting, Ruimtelijke Ordening en Milieubeheer (VROM) 1982–2010 | Volkshuisvesting, Ruimtelijke Ordening en Milieubeheer (VROM) 1982–2010 |                                            |                                            |                                            |                                            |                                            |                                            |                                    |                                    |                                    |                                    |                   |                   |                   |                   |  |  |  |  |  |  |  |  |  |  |  |  |  |  |
|       |       |       |       |                                            |                                         |                                         |                                         |                                                                         |                                                                         |                                                                         |                                                                         |                                                                         |                                                                         |                                            |                                            |                                            |                                            |                                            |                                            |                                    |                                    |                                    |                                    |                   |                   |                   |                   |  |  |  |  |  |  |  |  |  |  |  |  |  |  |
|       |       |       |       |                                            |                                         |                                         |                                         |                                                                         |                                                                         |                                                                         |                                                                         |                                                                         |                                                                         |                                            |                                            |                                            |                                            |                                            |                                            |                                    |                                    |                                    |                                    |                   |                   |                   |                   |  |  |  |  |  |  |  |  |  |  |  |  |  |  |
| BZK   | BZK   | BZK   | BZK   | BZK                                        | BZK                                     |                                         |                                         |                                                                         |                                                                         | Infrastructuur en Waterstaat (IenW) 2010–                               | Infrastructuur en Waterstaat (IenW) 2010–                               | Infrastructuur en Waterstaat (IenW) 2010–                               | Infrastructuur en Waterstaat (IenW) 2010–                               | Infrastructuur en Waterstaat (IenW) 2010–  | Infrastructuur en Waterstaat (IenW) 2010–  |                                            |                                            | Economische Zaken en Klimaat (EZK)         | Economische Zaken en Klimaat (EZK)         | Economische Zaken en Klimaat (EZK) | Economische Zaken en Klimaat (EZK) | Economische Zaken en Klimaat (EZK) | Economische Zaken en Klimaat (EZK) |                   |                   |                   |                   |  |  |  |  |  |  |  |  |  |  |  |  |  |  |

## Ministers van Volkshuisvesting en Ruimtelijke Ordening

### 1965-1982
- In het kabinet-Cals (1965–1966): Pieter Bogaers.
- in het kabinet-Zijlstra (1966–1967): Herman Witte;
- in het kabinet-De Jong (1967–1971): Wim Schut;
- in het kabinet-Biesheuvel I (1971–1972): Bé Udink;
- in het kabinet-Biesheuvel II (1972–1973): Bé Udink;
- in het kabinet-Den Uyl (1973–1977): Hans Gruijters;
- in het kabinet-Van Agt I (1977–1981): Pieter Beelaerts van Blokland / Dany Tuijnman (wnd.);
- in het kabinet-Van Agt II (1981–1982): Marcel van Dam;
- in het kabinet-Van Agt III (1982): Erwin Nypels.

### 2022-heden
- in het kabinet-Rutte IV (2022–2024): Hugo de Jonge (ondergebracht onder ministerie van Binnenlandse Zaken en Koninkrijksrelaties);
- In het kabinet-Schoof (2024–heden): Mona Keijzer.

Algemene Zaken (AZ) · 
Asiel en Migratie (A&M) · 
Binnenlandse Zaken en Koninkrijksrelaties (BZK) · 
Buitenlandse Zaken (BZ) ·
Defensie (Def) · 
Economische Zaken (EZ) · 
Financiën (Fin) · 
Infrastructuur en Waterstaat (I&W) · 
Justitie en Veiligheid (J&V) · 
Klimaat en Groene Groei (KGG) · 
Landbouw, Visserij, Voedselzekerheid en Natuur (LVVN) ·
Onderwijs, Cultuur en Wetenschap (OCW) · 
Sociale Zaken en Werkgelegenheid (SZW) · 
Volksgezondheid, Welzijn en Sport (VWS) · 
Volkshuisvesting en Ruimtelijke Ordening (VRO)

Voormalige ministeries:
Algemene Oorlogvoering van het Koninkrijk (AOK) ·
Arbeid, Handel en Nijverheid ·
 Binnenlandse Zaken en Landbouw ·
Cultuur, Recreatie en Maatschappelijk Werk (CRM) ·
Economische Zaken en Arbeid ·
Economische Zaken, Landbouw en Innovatie (EL&I) · 
Eredienst ·
Handel en Nijverheid ·
Handel, Nijverheid en Landbouw ·
Handel, Nijverheid en Scheepvaart ·
Infrastructuur en Milieu ·
Justitie (Just) ·
Koloniën, later Overzeese Gebiedsdelen ·
Landbouw, Natuurbeheer en Visserij ·
Landbouw, Nijverheid en Handel ·
Landbouw en Visserij ·
Landbouw, Visserij en Voedselvoorziening ·
Maatschappelijk Werk ·
Marine ·
Oorlog ·
Onderwijs en Wetenschappen ·
 Onderwijs, Kunsten en Wetenschappen ·
Openbare Werken ·
Openbare Werken en Wederopbouw ·
Sociale Zaken en Volksgezondheid ·
Verkeer ·
Verkeer en Energie ·
Verkeer en Waterstaat (V&W) · 
Volksgezondheid en Milieuhygiëne ·
Volkshuisvesting en Bouwnijverheid ·
Volkshuisvesting, Ruimtelijke Ordening en Milieubeheer (VROM) ·
Waterstaat ·
Waterstaat, Handel en Nijverheid ·
Wederopbouw en Volkshuisvesting ·
Welzijn, Volksgezondheid en Cultuur (WVC)